# Daniel Francisco
Pour les articles homonymes, voir Francisco.
Daniel Sebastião Francisco, né le 8 février 2000, est un nageur angolais.

## Carrière
Daniel Francisco remporte aux Championnats d'Afrique de natation 2021 à Accra la médaille de bronze sur 4 × 100 mètres quatre nages.
Il est le capitaine de la sélection angolaise aux Championnats d'Afrique de la zone IV en 2023, remportant la médaille d'or du 4 × 100 mètres quatre nages.